# Biebesheim am Rhein
Biebesheim am Rhein ist eine Gemeinde im südhessischen Kreis Groß-Gerau.

## Geografie

### Geografische Lage
Biebesheim am Rhein liegt im Hessischen Ried, ca. 15 Kilometer südwestlich von Darmstadt, ca. 20 Kilometer nördlich von Worms und ca. 15 Kilometer nordwestlich von Bensheim. Mannheim und Frankfurt am Main sind jeweils ca. 35 Kilometer entfernt und mit der Riedbahn zu erreichen.

### Nachbargemeinden
Biebesheim grenzt im Norden an die Gemeinde Stockstadt, im Osten an die Stadt Riedstadt, im Süden an die Stadt Gernsheim sowie im Westen, getrennt durch den Rhein, an die Gemeinden Hamm, Eich und Gimbsheim (alle Landkreis Alzey-Worms).

### Gemeindegliederung
Biebesheim besteht nur aus einem Ortsteil und einer Gemarkung (Gmk.-Nr. 60015).

## Geschichte

### Ortsgeschichte

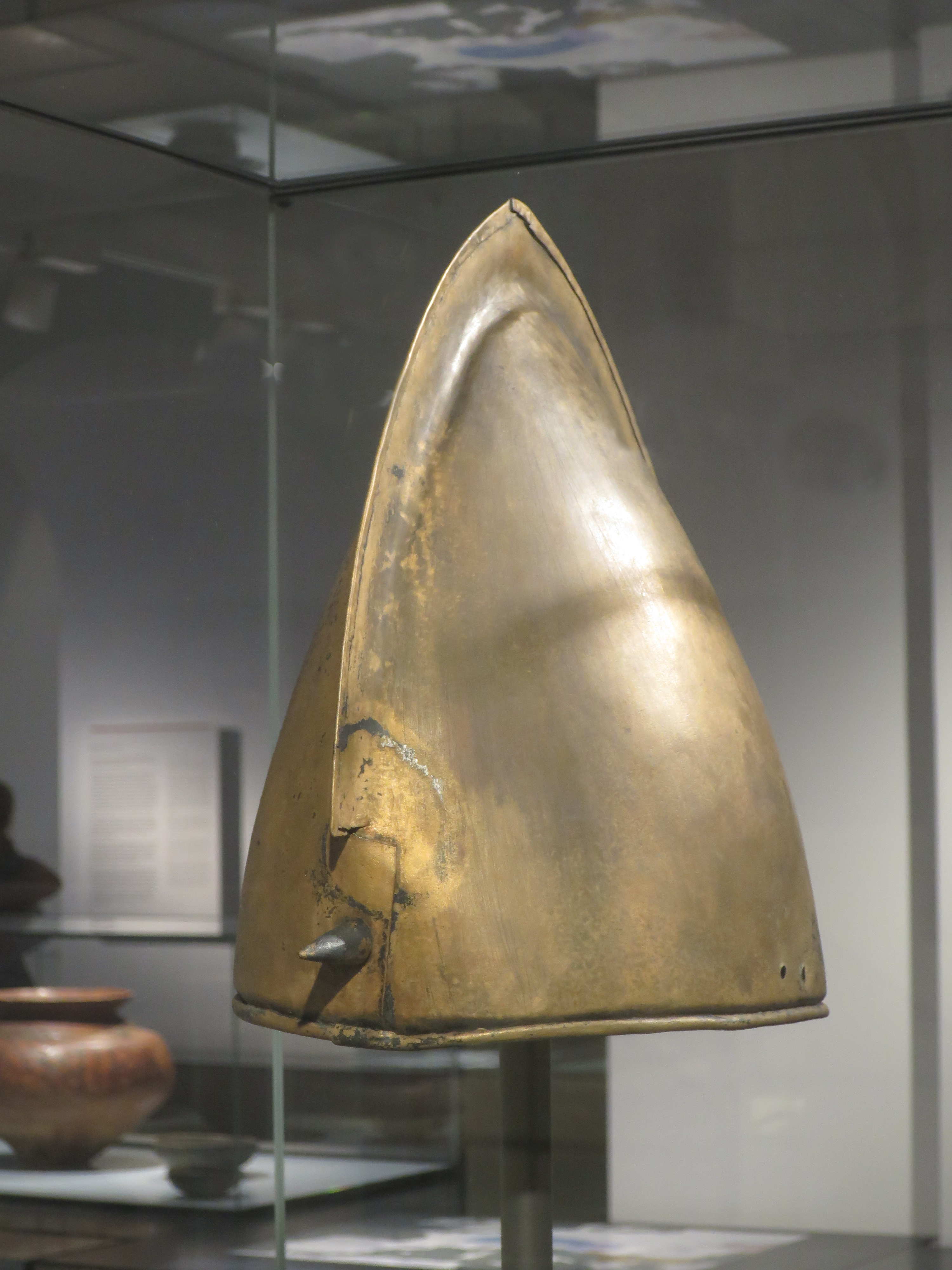
Einer der beiden Bronzehelme von Biebesheim im Hessischen Landesmuseum Darmstadt

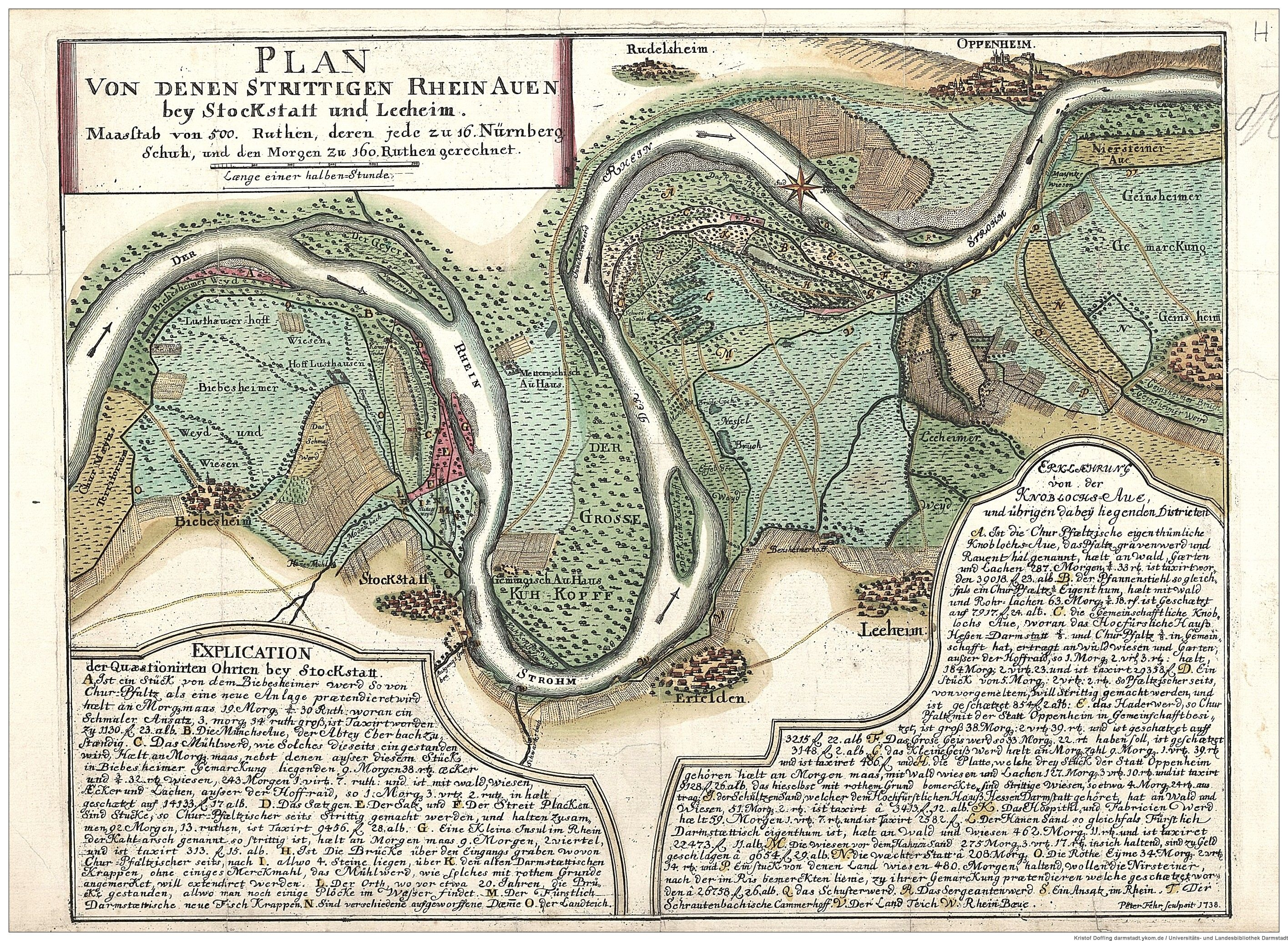
Biebesheim auf einer Karte aus dem Jahr 1738 (links), Karte gewestet

Im Rheinkies eines Altarmes des Flusses wurden 1963 die beiden Bronzehelme von Biebesheim aus der Urnenfelderkultur gefunden. Diese sehr seltenen archäologischen Funde befinden sich heute im Hessischen Landesmuseum Darmstadt.
Die älteste erhaltene Erwähnung von Biebesheim findet sich im 12. Jahrhundert im Lorscher Codex. Der Ort feierte aufgrund zweier Urkunden des Klosters Eberbach im Jahr 2009 seine 800-jährige urkundliche Erstnennung. Die Erwähnung in den historischen Dokumenten fand unter wechselnden Schreibweisen des Ortsnamens statt, so: Bubenesheim (um 1200), Bvbensheim (1276), villa Buebensheim (1297), Bubisheim (1358),  Bibenshusen (1423), Byebeßheym (1493), Bibesen (1511) und Bobbesheim (1514). Belegt ist dabei, dass es in der 2. Hälfte des 14. Jahrhunderts adlige und kirchliche Grundbesitzer gab, so die Grafen von Katzenelnbogen, die Herren von Frankenstein, die Klöster Eberbach, Lorsch und Heiligenberg sowie das Domkapitel und das Spital zu Mainz. 1587 werden als Grundbesitzer der Landgraf von Hessen, das Mainzer Domkapitel, das Spital St. Katharina zu Mainz und das Spital zu Hofheim genannt.
Nördlich von Biebesheim liegt die Wüstung Lochheim, deren älteste und erste Nennung als uilla Locheim im Codex Laureshamensis in der Urkunde 187, datierbar zwischen dem 9. Oktober 770 und dem 8. Oktober 771 (drittes Regierungsjahr Karls des Großen) durch die Schenkung einer Wiese dokumentiert wird. 1209 muss die Kirche noch gestanden haben, da den Zisterziensern die Erlaubnis zum Abbruch erteilt wurde. Danach wurde der Ort nicht mehr urkundlich erwähnt.
Die Statistisch-topographisch-historische Beschreibung des Großherzogthums Hessen berichtet 1829 über Biebesheim:

„Biebesheim (L. Bez. Dornberg) luth. Pfarrdorf; 3 1⁄4 St. von Dornberg, zwischen dem Rhein und dem Modaubach gelegen, hat 176 Häuser und 1172 Einw., die bis auf 6 Kath. 1 Reform. und 41 Juden alle lutherisch sind, so wie eine schöne neue Kirche. – In diesem Orte, der früher Bubenesheim hieß, war das Kloster Lorsch begütert. Eberhard, Graf von Katzenellenbogen belehnte, 1401, Johann von Wolfskehlen mit diesem Dorfe, und 1473 brachte Philipp, Graf von Katzenellenbogen, die Antheile, die die adeligen Familien von Stockheim und Hohenstein hier besassen, an sich. Die Kirche hatte drei Altäre, welche in ältern Zeiten die Herrn von Wolfskehlen allein vergeben haben mögen. Die Grafen von Katzenellenbogen erhielten durch Kauf 1⁄3 an dem Kirchsatz. Der Wolfskehlen’sche Antheil am Patronat kam an Eberhard von Gemmingen, der ihn 1535 von Hessen lehnbar machte, bis ihn dessen Nachkommen, 1577, ganz an Hessen abtraten. Im Jahr 1689 wurde Biebesheim von den Franzosen zum Theil in Asche gelegt. In der Gemarkung lagen die beiden ausgegangenen Orte Nieder und Oberlochheim.“

Am 1. Dezember 1979 erhielt die Gemeinde offiziell den Namenszusatz am Rhein.
1982 errichtete die Hessische Industriemüll GmbH, heute HIM GmbH, eine Sonderabfallverbrennungsanlage. Am 6. Mai 1986 kam es aufgrund eines leicht brennbaren Gas-Luft-Gemisches zu einer Explosion in der Anlage. Die Schäden beliefen sich dabei auf mindestens eine Million DM.

### Verfassung

#### Amts-System bis 1821
In der frühen Neuzeit waren auf unterster Ebene die Funktionen von Verwaltung und Rechtsprechung im „Amt“ vereinigt. Biebesheim gehörte seit der Frühen Neuzeit bis 1821 zum Amt Dornberg.
Für das Fürstentum Starkenburg wurde 1803 in der Landgrafschaft Hessen-Darmstadt das „Hofgericht Darmstadt“ eingerichtet. Es war für zivilrechtliche Streitsachen Gericht der zweiten Instanz, für standesherrliche Familienrechtssachen und Kriminalfälle die erste Instanz. Diesem übergeordnet war das Oberappellationsgericht Darmstadt.
1821 wurde im Großherzogtum eine Verwaltungsreform durchgeführt: Die Ämter wurden aufgelöst, für die Verwaltungsaufgaben Landratsbezirke gebildet und für die Rechtsprechung Landgerichte eingerichtet.

#### Verwaltung ab 1821
Für die übergeordneten Aufgaben der Verwaltung von Biebesheim war ab 1821 der Landratsbezirk Dornberg zuständig. 1832 wurden die Verwaltungseinheiten ein weiteres Mal vergrößert und Kreise geschaffen. Dadurch gelangte Biebesheim in den Kreis Groß-Gerau. Die Provinzen, die Kreise und die Landratsbezirke des Großherzogtums wurden am 31. Juli 1848 abgeschafft und durch Regierungsbezirke ersetzt, was jedoch bereits am 12. Mai 1852 wieder rückgängig gemacht wurde. Dadurch gehörte Biebesheim zwischen 1848 und 1852 zum Regierungsbezirk Darmstadt, bevor wieder der Kreis Groß-Gerau für die übergeordnete Verwaltung zuständig war. Dort verblieb der Ort durch alle weiteren Verwaltungsreformen bis heute.

#### Rechtsprechung ab 1821
Für Biebesheim war ab 1821 das Landgericht Großgerau, ab 1839 das neu gegründete Landgericht Gernsheim zuständig.
Mit der Reichsjustizreform wurde die unterste Ebene der Justiz mit Wirkung vom 1. Oktober 1879 in „Amtsgericht“ umbenannt. Zuständig für Biebesheim war nun das Amtsgericht Gernsheim. Seit dessen Auflösung 1934 ist das Amtsgericht Groß-Gerau für Biebesheim zuständig.

#### Materielles Recht
Der erste Regent der Landgrafschaft Hessen-Darmstadt, Georg I., veranlasste am Ende des 16. Jahrhunderts, dass die von seinem Kanzler, Johann Kleinschmidt, zusammengestellte Rechtssammlung Landrecht der Obergrafschaft Katzenelnbogen dort rechtsverbindlich wurde. Sie galt in Biebesheim als Partikularrecht, subsidiär ergänzt um das Gemeine Recht, bis ans Ende des 19. Jahrhunderts. Erst das Bürgerliche Gesetzbuch, das einheitlich im ganzen Deutschen Reich galt, setzte zum 1. Januar 1900 das alte Partikularrecht außer Kraft.

### Verwaltungsgeschichte im Überblick
Die folgende Liste zeigt die Staaten und Verwaltungseinheiten, denen Biebesheim angehört(e):
- vor 1479: Heiliges Römisches Reich, Grafschaft Katzenelnbogen, Obergrafschaft Katzenelnbogen, Amt Dornberg
- ab 1479: Heiliges Römisches Reich, Landgrafschaft Hessen (durch Erbfall), Obergrafschaft Katzenelnbogen, Amt Dornberg
- ab 1567: Heiliges Römisches Reich, Landgrafschaft Hessen-Darmstadt, Obergrafschaft Katzenelnbogen, Amt Dornberg
- ab 1803: Heiliges Römisches Reich, Landgrafschaft Hessen-Darmstadt, Fürstentum Starkenburg, Amt Dornberg
- ab 1806: Großherzogtum Hessen,[Anm. 2] Fürstentum Starkenburg, Amt Dornberg[9]
- ab 1815: Großherzogtum Hessen, Provinz Starkenburg, Amt Dornberg
- ab 1821: Großherzogtum Hessen, Provinz Starkenburg, Landratsbezirk Dornberg[Anm. 3]
- ab 1832: Großherzogtum Hessen, Provinz Starkenburg, Kreis Groß-Gerau
- ab 1848: Großherzogtum Hessen, Regierungsbezirk Darmstadt
- ab 1852: Großherzogtum Hessen, Provinz Starkenburg, Kreis Groß-Gerau
- ab 1871: Deutsches Reich,[Anm. 4] Großherzogtum Hessen, Provinz Starkenburg, Kreis Groß-Gerau
- ab 1918: Deutsches Reich, Volksstaat Hessen,[Anm. 5] Provinz Starkenburg, Kreis Groß-Gerau
- ab 1938: Deutsches Reich, Volksstaat Hessen, Landkreis Groß-Gerau[10][Anm. 6]
- ab 1945: Amerikanische Besatzungszone,[Anm. 7] Groß-Hessen, Regierungsbezirk Darmstadt, Landkreis Groß-Gerau
- ab 1946: Amerikanische Besatzungszone, Hessen, Regierungsbezirk Darmstadt, Landkreis Groß-Gerau
- ab 1949: Bundesrepublik Deutschland, Hessen, Regierungsbezirk Darmstadt, Landkreis Groß-Gerau

## Bevölkerung

### Einwohnerstruktur 2011
Nach den Erhebungen des Zensus 2011 lebten am Stichtag, dem 9. Mai 2011, in Biebesheim 6358 Einwohner. Darunter waren 686 (10,8 %) Ausländer, von denen 279 aus dem EU-Ausland, 324 aus anderen europäischen Ländern und 83 aus anderen Staaten kamen. (Bis zum Jahr 2020 erhöhte sich die Ausländerquote auf 19,2 %.) Nach dem Lebensalter waren 1080 Einwohner unter 18 Jahren, 2742 zwischen 18 und 49, 1395 zwischen 50 und 64 und 1143 Einwohner waren älter. Die Einwohner lebten in 2684 Haushalten. Davon waren 761 Singlehaushalte, 848 Paare ohne Kinder und 812 Paare mit Kindern, sowie 221 Alleinerziehende und 42 Wohngemeinschaften. In 540 Haushalten lebten ausschließlich Senioren und in 1851 Haushaltungen lebten keine Senioren.

### Einwohnerentwicklung
| • 1629: | 0110 Hausgesesse           |
| • 1791: | 0892 Einwohner             |
| • 1800: | 0876 Einwohner             |
| • 1806: | 1046 Einwohner, 166 Häuser |
| • 1829: | 1172 Einwohner, 176 Häuser |
| • 1867: | 1592 Einwohner, 261 Häuser |

| Biebesheim: Einwohnerzahlen von 1791 bis 2020 | Biebesheim: Einwohnerzahlen von 1791 bis 2020 | Biebesheim: Einwohnerzahlen von 1791 bis 2020 | Biebesheim: Einwohnerzahlen von 1791 bis 2020 | Biebesheim: Einwohnerzahlen von 1791 bis 2020 |
| --- | --------------------------------------------- | --------------------------------------------- | --------------------------------------------- | --------------------------------------------- |
| Jahr |                                               |                                               |                                               | Einwohner                                     |
| 1791 | 1791                                          |                                               | 892                                           | 892                                           |
| 1800 | 1800                                          |                                               | 876                                           | 876                                           |
| 1806 | 1806                                          |                                               | 1.046                                         | 1.046                                         |
| 1829 | 1829                                          |                                               | 1.172                                         | 1.172                                         |
| 1834 | 1834                                          |                                               | 1.215                                         | 1.215                                         |
| 1840 | 1840                                          |                                               | 1.287                                         | 1.287                                         |
| 1846 | 1846                                          |                                               | 1.425                                         | 1.425                                         |
| 1852 | 1852                                          |                                               | 1.565                                         | 1.565                                         |
| 1858 | 1858                                          |                                               | 1.493                                         | 1.493                                         |
| 1864 | 1864                                          |                                               | 1.598                                         | 1.598                                         |
| 1871 | 1871                                          |                                               | 1.622                                         | 1.622                                         |
| 1875 | 1875                                          |                                               | 1.697                                         | 1.697                                         |
| 1885 | 1885                                          |                                               | 1.807                                         | 1.807                                         |
| 1895 | 1895                                          |                                               | 1.836                                         | 1.836                                         |
| 1905 | 1905                                          |                                               | 2.177                                         | 2.177                                         |
| 1910 | 1910                                          |                                               | 2.320                                         | 2.320                                         |
| 1925 | 1925                                          |                                               | 2.454                                         | 2.454                                         |
| 1939 | 1939                                          |                                               | 2.710                                         | 2.710                                         |
| 1946 | 1946                                          |                                               | 3.673                                         | 3.673                                         |
| 1950 | 1950                                          |                                               | 3.919                                         | 3.919                                         |
| 1956 | 1956                                          |                                               | 4.531                                         | 4.531                                         |
| 1961 | 1961                                          |                                               | 4.762                                         | 4.762                                         |
| 1967 | 1967                                          |                                               | 5.694                                         | 5.694                                         |
| 1970 | 1970                                          |                                               | 5.970                                         | 5.970                                         |
| 1972 | 1972                                          |                                               | 6.152                                         | 6.152                                         |
| 1975 | 1975                                          |                                               | 5.881                                         | 5.881                                         |
| 1980 | 1980                                          |                                               | 6.067                                         | 6.067                                         |
| 1985 | 1985                                          |                                               | 6.074                                         | 6.074                                         |
| 1990 | 1990                                          |                                               | 6.125                                         | 6.125                                         |
| 1995 | 1995                                          |                                               | 6.565                                         | 6.565                                         |
| 2000 | 2000                                          |                                               | 6.644                                         | 6.644                                         |
| 2005 | 2005                                          |                                               | 6.561                                         | 6.561                                         |
| 2010 | 2010                                          |                                               | 6.447                                         | 6.447                                         |
| 2011 | 2011                                          |                                               | 6.358                                         | 6.358                                         |
| 2015 | 2015                                          |                                               | 6.881                                         | 6.881                                         |
| 2020 | 2020                                          |                                               | 6.675                                         | 6.675                                         |
| Datenquelle: Historisches Gemeindeverzeichnis für Hessen: Die Bevölkerung der Gemeinden 1834 bis 1967. Wiesbaden: Hessisches Statistisches Landesamt, 1968. Weitere Quellen: LAGIS; Gemeinde Biebeshei; 1972:; Hessisches Statistisches Informationssystem; Zensus 2011 |                                               |                                               |                                               |                                               |

### Erwerbstätigkeit
Die Gemeinde im Vergleich mit Landkreis, Regierungsbezirk Darmstadt und Hessen:
|                                                   | Jahr | Gemeinde | Landkreis | Regierungsbezirk | Hessen    |
| ------------------------------------------------- | ---- | -------- | --------- | ---------------- | --------- |
| Sozialversicherungspflichtig Beschäftigte         | 2017 | 2.227    | 98.042    | 1.695.567        | 2.524.156 |
| Veränderung zu                                    | 2000 | +5,6 %   | +5,4 %    | +16,1 %          | +16,0 %   |
| davon Vollzeit                                    | 2017 | 84,2 %   | 75,9 %    | 72,8 %           | 71,8 %    |
| davon Teilzeit                                    | 2017 | 15,8 %   | 24,1 %    | 27,2 %           | 28,2 %    |
| Ausschließlich geringfügig entlohnte Beschäftigte | 2017 | 281      | 13.048    | 224.267          | 372.991   |
| Veränderung zu                                    | 2000 | −17,4 %  | −9,6 %    | +9,0 %           | +8,8 %    |

| Branche                         | Jahr | Gemeinde | Landkreis | Regierungsbezirk | Hessen |
| ------------------------------- | ---- | -------- | --------- | ---------------- | ------ |
| Produzierendes Gewerbe          | 2000 | 51,5 %   | 43,8 %    | 27,0 %           | 30,6 % |
|                                 | 2017 | 49,3 %   | 33,2 %    | 20,4 %           | 24,3 % |
| Handel, Gastgewerbe und Verkehr | 2000 | 20,2 %   | 27,6 %    | 26,4 %           | 25,1 % |
|                                 | 2017 | 38,3 %   | 27,9 %    | 24,7 %           | 23,8 % |
| Unternehmensdienstleistungen    | 2000 | 5,2 %    | 14,0 %    | 25,1 %           | 20,2 % |
|                                 | 2017 | 3,9 %    | 19,9 %    | 31,6 %           | 26,1 % |
| Sonstige Dienstleistungen       | 2000 | 22,8 %   | 13,7 %    | 20,1 %           | 22,5 % |
|                                 | 2017 | 8,2 %    | 18,6 %    | 23,0 %           | 25,4 % |
| Sonstiges (bzw. ohne Zuordnung) | 2000 | 0,3 %    | 1,0 %     | 1,4 %            | 1,5 %  |
|                                 | 2017 | 0,2 %    | 0,5 %     | 0,3 %            | 0,4 %  |

## Religion
Der erste Beleg für das Vorhandensein einer Kirche stammt aus dem Jahr 1210 als eine ecclesia erwähnt wird. Als Kirchenpatrone werden Nikolaus und Anna und Sebastian und Katharina und Peter und Erasmus für einzelne Altäre genannt. Das Kirchenpatronat hat 1210 das Kloster Eberbach inne. 1356 verkaufen die Herren von Wolfskehlen das Patronat an von Katzenelnbogen. Aber bereits 1361 haben sie es wieder in ihrem Besitz. Im Jahr 1404 werden beide als Patronatherren genannt; zwei Drittel die Herren von Wolfskehlen, ein Drittel die Grafen von Katzenelnbogen.
Die heutige evangelische Kirche wurde wahrscheinlich von den Herren zu Wolfskehlen gestiftet, da ihnen lange Zeit deren Einkünfte und das Recht zur Ernennung der Pfarrer zustand. Nach Einführung der Reformation 1535 wurde die Gemeinde von einem evangelischen Pfarrer übernommen, die Kaplanstelle wurde nicht mehr besetzt.
Im  Dreißigjährigen Krieg brannte die Kirche am 5. August 1635 bis auf die Grundmauern nieder, als kaiserliche Truppen das Dorf brandschatzten. Erst am 15. Mai 1665 konnte eine neue Kirche geweiht werden. Am gleichen Platz wurde die heute noch erhaltene neue Kirche im evangelischen Barockstil errichtet, die am 7. November 1773 ihrer Bestimmung übergeben werden konnte.
Von 1867 bis 1938 existierte eine jüdische Synagoge. Das Gemeindeleben wurde während der Naziherrschaft ausgelöscht. Die Religionsangehörigen flohen unter anderem nach Südafrika und in die USA:
Die katholische Pfarrgemeinde St. Maria Goretti besteht aus den beiden Ortschaften Biebesheim und Stockstadt am Rhein und entstand nach dem Zweiten Weltkrieg im Wesentlichen aus Heimatvertriebenen und Flüchtlingen. Es wurden die beiden Kirchen „St. Maria Goretti“ und „St. Maria – Königin des Friedens“ erbaut.
Als kirchliche Verwaltungen sind heute für Biebesheim das katholische Dekanat Rüsselsheim des Bistums Mainz und das evangelische Dekanat Ried der Evangelischen Kirche in Hessen und Nassau zuständig.
Historische Religionszugehörigkeit
| • 1829: | 1124 lutheranische (= 95,90 %), einen reformierten (= 0,08 %), 41 jüdische (= 3,50 %) und 6 katholische (= 0,51 %) Einwohner |
| • 1961: | 3726 evangelische (= 78,24 %), 959 katholische (= 20,14 %) Einwohner                                                         |
| • 1987: | 3796 evangelische (= 63,2 %), 1602 katholische (= 26,7 %), 609 sonstige (= 10,1 %) Einwohner                                 |
| • 2011: | 2989 evangelische (= 47,0 %), 1185 katholische (= 18,6 %), 2185 sonstige (= 34,4 %) Einwohner                                |

## Politik

### Gemeindevertretung
Die Kommunalwahl am 14. März 2021 lieferte folgendes Ergebnis, in Vergleich gesetzt zu früheren Kommunalwahlen:

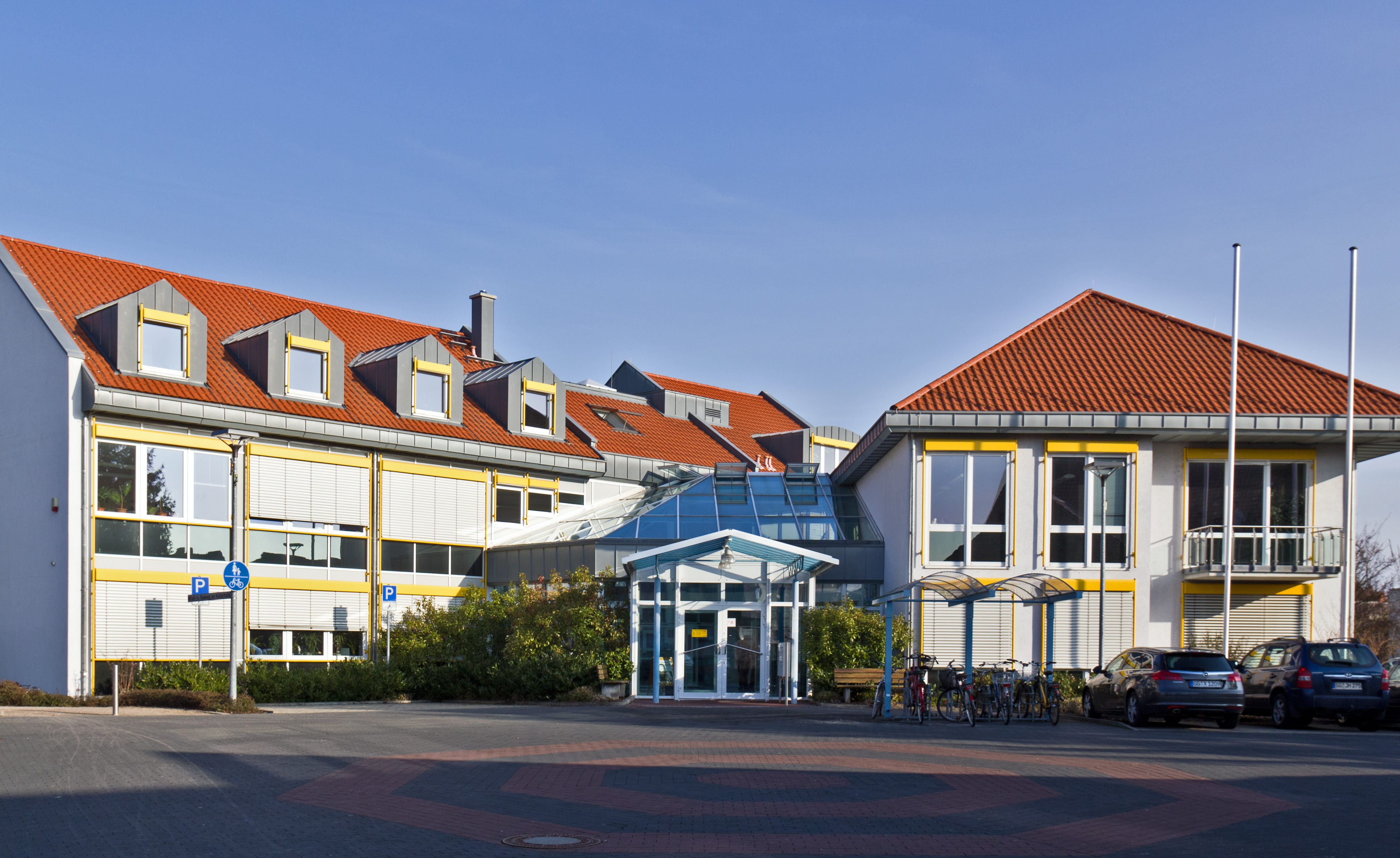
Rathaus

| Sitzverteilung in der Gemeindevertretung 2021Insgesamt 31 Sitze - SPD: 12 - Grüne: 6 - CDU: 8 - FWB: 5 | Parteien und Wählergemeinschaften | Parteien und Wählergemeinschaften           | % 2021 | Sitze 2021 | % 2016 | Sitze 2016 | % 2011 | Sitze 2011 | % 2006 | Sitze 2006 | % 2001 | Sitze 2001 |
| Sitzverteilung in der Gemeindevertretung 2021Insgesamt 31 Sitze - SPD: 12 - Grüne: 6 - CDU: 8 - FWB: 5 | SPD                               | Sozialdemokratische Partei Deutschlands     | 40,1   | 12         | 43,1   | 14         | 45,5   | 14         | 39,7   | 12         | 45,9   | 14         |
| Sitzverteilung in der Gemeindevertretung 2021Insgesamt 31 Sitze - SPD: 12 - Grüne: 6 - CDU: 8 - FWB: 5 | CDU                               | Christlich Demokratische Union Deutschlands | 24,3   | 8          | 23,4   | 7          | 26,3   | 8          | 34,7   | 11         | 29,3   | 9          |
| Sitzverteilung in der Gemeindevertretung 2021Insgesamt 31 Sitze - SPD: 12 - Grüne: 6 - CDU: 8 - FWB: 5 | GRÜNE                             | Bündnis 90/Die Grünen                       | 20,5   | 6          | 16,4   | 5          | 20,1   | 6          | 13,8   | 4          | 14,1   | 5          |
| Sitzverteilung in der Gemeindevertretung 2021Insgesamt 31 Sitze - SPD: 12 - Grüne: 6 - CDU: 8 - FWB: 5 | FWB                               | Freie Wählergemeinschaft Biebesheim         | 15,1   | 5          | 17,1   | 5          | 8,1    | 3          | 11,8   | 4          | 10,8   | 3          |
| Sitzverteilung in der Gemeindevertretung 2021Insgesamt 31 Sitze - SPD: 12 - Grüne: 6 - CDU: 8 - FWB: 5 | gesamt                            | gesamt                                      | 100,0  | 31         | 100,0  | 31         | 100,0  | 31         | 100,0  | 31         | 100,0  | 31         |
| Sitzverteilung in der Gemeindevertretung 2021Insgesamt 31 Sitze - SPD: 12 - Grüne: 6 - CDU: 8 - FWB: 5 | Wahlbeteiligung in %              | Wahlbeteiligung in %                        | 47,6   | 47,6       | 43,4   | 43,4       | 45,6   | 45,6       | 48,1   | 48,1       | 51,6   | 51,6       |

### Bürgermeister
Nach der hessischen Kommunalverfassung wird der Bürgermeister für eine sechsjährige Amtszeit gewählt, seit dem Jahr 1993 in einer Direktwahl, und ist Vorsitzender des Gemeindevorstands, dem in der Gemeinde Biebesheim am Rhein neben dem Bürgermeister ehrenamtlich ein Erster Beigeordneter und sechs weitere Beigeordnete angehören. Bürgermeister ist seit dem 3. Januar 2024 Marcus Rahner (CDU). Er wurde als Nachfolger von Thomas Schell (SPD), der nach drei Amtszeiten nicht wieder kandidiert hatte, am 17. September 2023 im ersten Wahlgang bei 48,54 Prozent Wahlbeteiligung mit 52,09 Prozent der Stimmen gewählt.
Amtszeiten der Bürgermeister
- 2024–2030 Marcus Rahner (CDU)[29]
- 2006–2024 Thomas Schell (SPD)[30]
- 1994–2006 Thomas Rahner[33]
- 1975–1993 Walter Vollmer (SPD)[34]
- 19??–1975 Wilhelm Reinhardt[35]
- 1948–1959 Hans Sudheimer (SPD)

### Wappen
Wappen

Blasonierung: „In Rot ein silbernes Hufeisen.“
Das Wappen wurde der Gemeinde im Jahr 1926 und zuletzt am 16. August 1979 durch den Hessischen Innenminister genehmigt. Gestaltet wurde es durch den Groß-Gerauer Heimatforscher Wilhelm Diehl bzw. den Heraldiker Heinz Ritt.
Grundlage für das Wappen ist ein Gerichtssiegel aus dem Jahr 1546, das vermutlich auf das 1401 bestehende vermutlich größte Gestüt in der gesamten Obergrafschaft Katzenelnbogen zurückgeht.
 Flagge 
Die Flagge wurde der Gemeinde gemeinsam mit dem Wappen 1979 genehmigt und wird wie folgt beschrieben:
Flaggenbeschreibung: „Auf weißer Mittelbahn, begrenz durch zwei Roten Randstreifen, im oberen Drittel aufgelegt das Gemeindewappen.“

### Partnerschaften
- Romilly-sur-Andelle im Département Eure, Frankreich, seit 1971
- Palo del Colle, Italien, seit 1986

## Sehenswürdigkeiten
- Nördlich angrenzend an Biebesheim befindet sich das Europa-Reservat Kühkopf-Knoblochsaue, ein von Rhein und Altrhein eingeschlossenes Stück Sumpf- und Auenlandschaft. Weiterhin gab es einen überregional bekannten Vogelpark, der geschlossen wurde.

- Das Heimatmuseum Biebesheim zeigt in seinen Ausstellungsräumen Exponate aus der Landwirtschaft, dem Handwerk und Handel sowie in einer Remise landwirtschaftliche Großgeräte. Sehenswert ist die Vor- und frühgeschichtliche Abteilung, in der es zwei Highlights zu sehen gibt: Den Biebesheimer Togatus, die römische Bildnisstatue eines Mannes in Tunica und Toga (20-10 v. Chr.) und einen jungbronzezeitlichen Kammhelm. Das Museum ist derzeit wegen Umbau- und Sanierungsmaßnahmen bis voraussichtlich Ende 2018 geschlossen.

- Ortsbildprägend ist die Evangelische Kirche Biebesheim am Rhein.

## Kultur
- Die sehr geräumige Rheinhalle wird für Hallensportarten, aber auch für kulturelle Zwecke sowie Gewerbeschauen genutzt.
- In der direkt nebenan gelegenen Auktionshalle finden neben Auktionen für Rinder, unterschiedlichste Tierausstellungen, Discos, Autoausstellungen, Hochzeiten mit bis zu 700 Gästen und Gewerbepräsentationen statt.[38]
- Die in der Ortsmitte gelegene Kulturhalle wird für die kulturellen Veranstaltungen der Gemeinde Biebesheim genutzt, kann aber auch für private Veranstaltungen gebucht werden.
- 2016 war der Biebesheimer Rathausplatz Start-/Endpunkt der Aktion „Der Kreis rollt“, einer alle zwei Jahre stattfindenden Veranstaltung des Kreises Groß-Gerau.[39] Viele Vereine und Institutionen beteiligten sich mit Ständen und Ausstellungen.[40]

## Wirtschaft und Infrastruktur

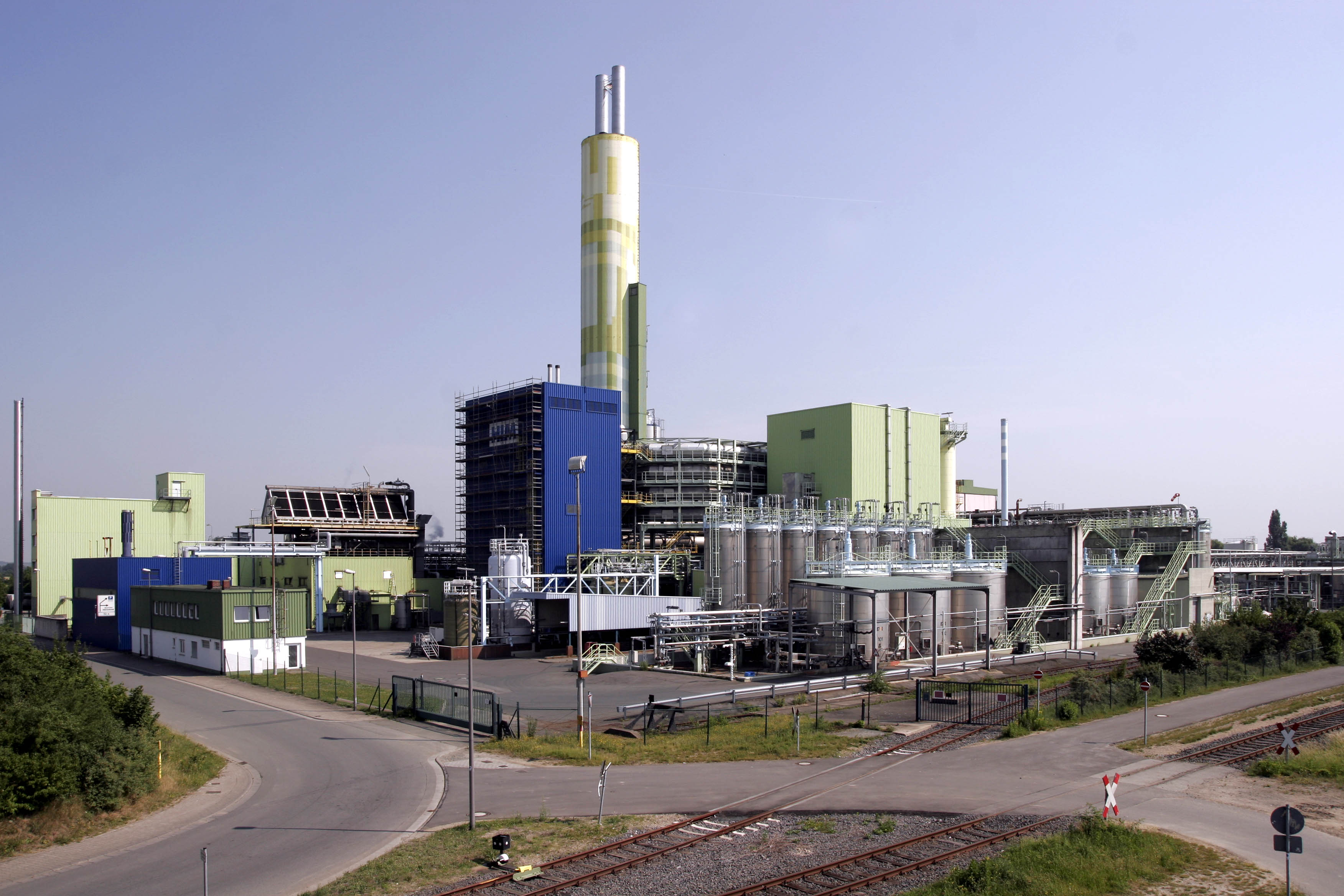
Die HIM GmbH

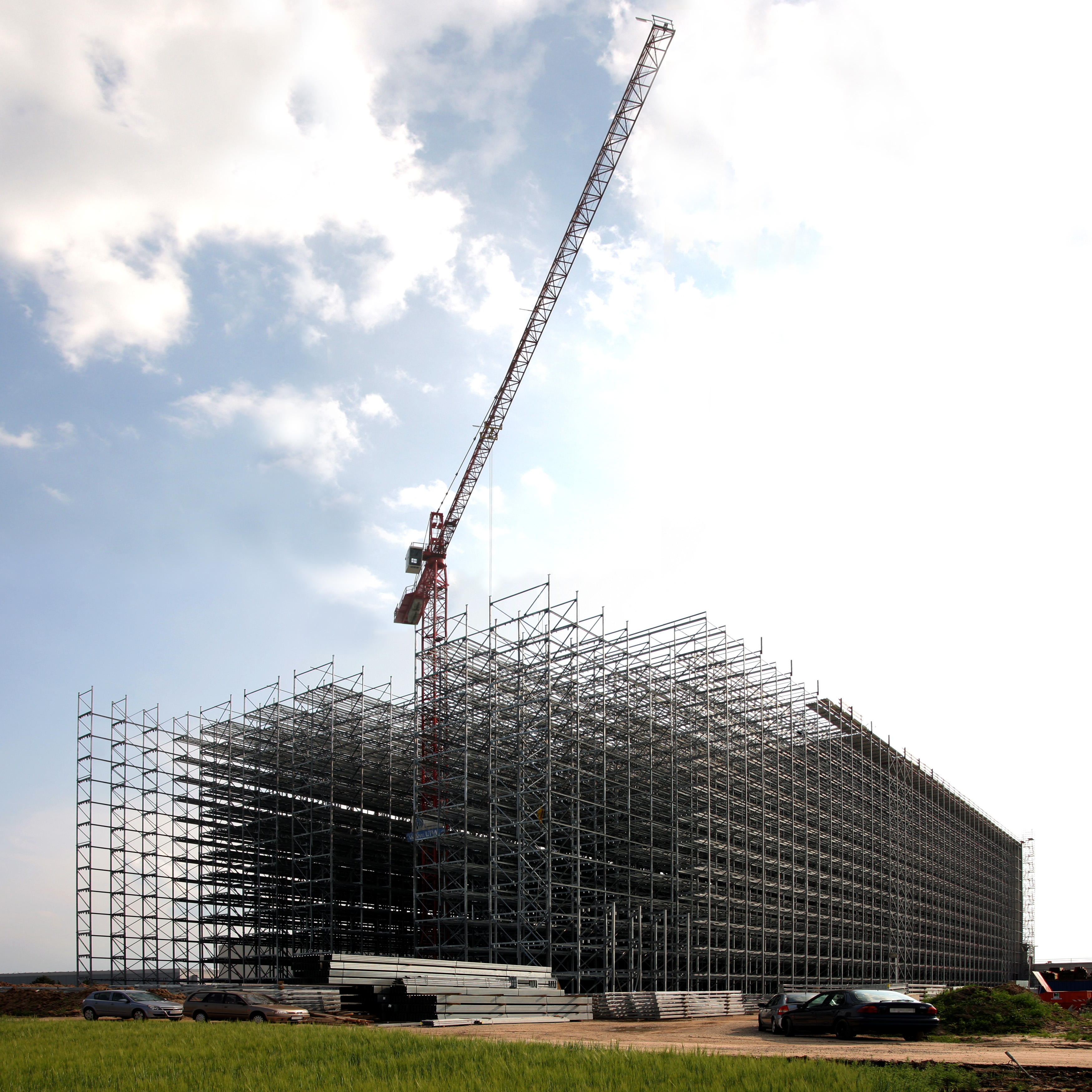
Das Hochregallager von Fresenius Medical Care während der Bauphase

### Flächennutzung
Das Gemeindegebiet umfasst eine Gesamtfläche von 1868 Hektar, davon entfallen in ha auf:
| Nutzungsart             | Nutzungsart             | 2011 | 2015 |
| ----------------------- | ----------------------- | ---- | ---- |
| Gebäude- und Freifläche | Gebäude- und Freifläche | 234  | 260  |
| davon                   | Wohnen                  | 90   | 92   |
|                         | Gewerbe                 | 75   | 95   |
| Betriebsfläche          | Betriebsfläche          | 22   | 22   |
| davon                   | Abbauland               | 1    | 1    |
| Erholungsfläche         | Erholungsfläche         | 21   | 21   |
| davon                   | Grünanlage              | 9    | 9    |
| Verkehrsfläche          | Verkehrsfläche          | 125  | 126  |
| Landwirtschaftsfläche   | Landwirtschaftsfläche   | 1184 | 1171 |
| davon                   | Moor                    | 0    | 0    |
|                         | Heide                   | 0    | 0    |
| Waldfläche              | Waldfläche              | 60   | 60   |
| Wasserfläche            | Wasserfläche            | 184  | 183  |
| Sonstige Nutzung        | Sonstige Nutzung        | 40   | 26   |

### Unternehmen
- Biebesheim ist Standort der HIM GmbH, der zentralen Verbrennungsanlage für Giftstoffe und Industriemüll im Land Hessen.
- Nalco
- Im Ort betreibt der Wasserverband Hessisches Ried ein Wasserwerk, der Sitz ist in Groß-Gerau.
- Alpha Industrial hat für Fresenius Medical Care ein weltweites Distributionszentrum gebaut. Das Hochregallager hat eine Stellkapazität für 55.000 Europaletten. Die Fertigstellung war Ende 2008.

### Verkehr

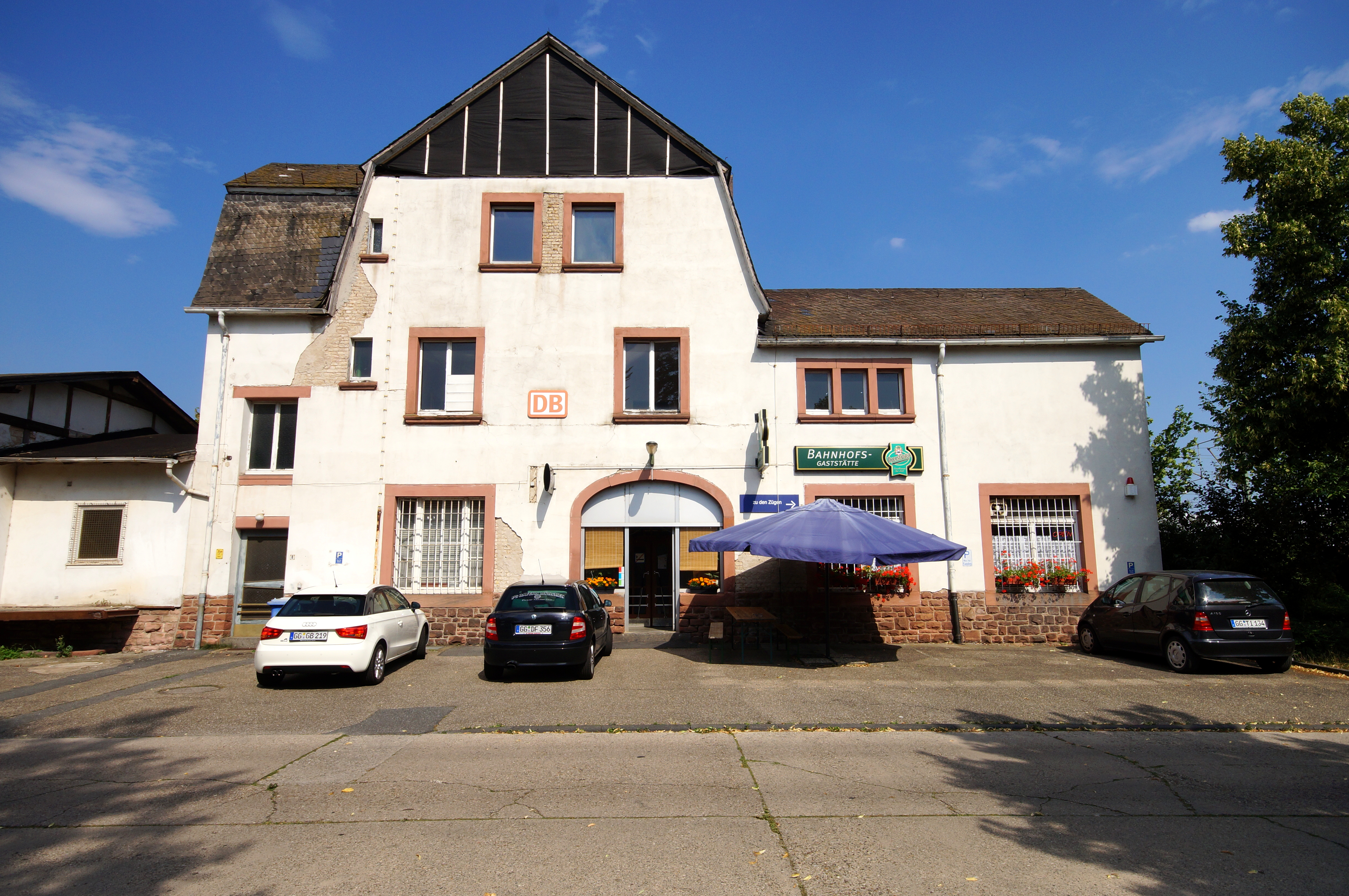
Der Biebesheimer Bahnhof

Biebesheim hat einen Bahnhof an der Bahnstrecke Mannheim–Frankfurt am Main (Riedbahn) sowie der Bahnstrecke Darmstadt–Worms. Er wird im Personenverkehr von der RMV-Linie RE 70 der DB Regio Mitte bedient.
| Linie | Verlauf | Takt   |
| ----- | --- | ------ |
| RE 70 | Main-Neckar-Ried-Express: Frankfurt (Main) Hbf – Frankfurt-Niederrad – (Frankfurt am Main Stadion – Zeppelinheim –)* Walldorf (Hessen) – Mörfelden – Groß Gerau-Dornberg – (Groß Gerau-Dornheim – Riedstadt-Wolfskehlen –)* Riedstadt-Goddelau – Stockstadt (Rhein) – Biebesheim – Gernsheim – Groß-Rohrheim – Biblis – (Bobstadt –)* Bürstadt – Lampertheim – Mannheim-Waldhof – (Mannheim-Luzenberg – Mannheim-Neckarstadt – Mannheim-Handelshafen –)* Mannheim Hbf * nur einzelne Züge Stand: Fahrplanwechsel Dezember 2021 | 60 min |

Darüber hinaus besteht eine Busverbindung in die Nachbarorte und nach Darmstadt.

## Persönlichkeiten
- Marie Frankenstein (* 20. November 1822 in Biebesheim; † 28. Februar 1900 in Cincinnati, Ohio) war eine deutschamerikanische Landschafts- und Blumenmalerin, Bildhauerin und Lehrerin
- Hermann Wilhelm Hammann (* 25. Februar 1897 in Biebesheim; † 26. Juli 1955 in Rüsselsheim) war ein hessischer Pädagoge und Politiker der KPD.
- Max Ilgner (* 28. Juni 1899 in Biebesheim; † 28. März 1966 in Schwetzingen) war Vorstandsmitglied der I.G. Farben und Wehrwirtschaftsführer
- Hans Sudheimer (* 18. März 1920 in Biebesheim; † 13. Januar 1987), vom 1. Juli 1948 bis 30. Juni 1959 hauptamtlicher Bürgermeister der Gemeinde Biebesheim
- Walter Sommerfeld (* 1951 in Biebesheim), Altorientalist und Professor in Marburg
- Ursula Hammann (* 16. September 1955 in Biebesheim), Politikerin bei Bündnis 90/Die Grünen, Landtagsabgeordnete von 1995 bis 2019. Vizepräsidentin des Hessischen Landtages von 2012 bis 2019.
- Christel Göttert, Kulturpreisträgerin des Kreises Groß-Gerau.[41]